# Josef Jan Svátek
Josef Jan Svátek (23. května 1870 Praha – 1. září 1948 Praha) byl český právník, spisovatel a překladatel.

## Život
Narodil se v rodině novináře Adolfa Svátka a Rosalie Svátkové-Hrubé. Měl šest sourozenců: Teresii (1872–1872), Antonii (1874–1875), Marii (1875), Antona (1877–1879), Antonii (1881–1890) a Eleonoru Šikovou (1886). Jeho strýc byl spisovatel Josef Svátek (1835).
Po ukončení pražského gymnázia vystudoval Josef Jan Svátek v Praze právnickou fakultu na německé Karlo-Ferdinandově univerzitě a filozofickou fakultu na české Karlo-Ferdinandově univerzitě.
Pracoval jako ministerský rada, vrchní redaktor Pražských úředních novin, šéf tiskového oddělení Škodových závodů. Byl znám též jako novinář, prozaik, cestopisec, odborník v oboru mezinárodního a volebního práva, překladatel z francouzštiny a angličtiny. Používal mj. pseudonym Josef Janský. Byl ženat, manželka Marie Svátková-Dušková (1890).
Byl členem Officier de l'Académie française. V Praze IV bydlel na adrese Kounicova 225.

### Úplatková aféra
V roce 1924 obžalovala vojenská prokuratura řadu osob, které byly zapleteny do statisícové úplatkové aféry ve věci dodávek leteckého benzinu pro Ministerstvo národní obrany. Mezi obžalovanými byl i Josef Svátek a jeho manželka Marie. 25. června 1925 byl Svátek pro zločin odsouzen na 13 měsíců do těžkého žaláře, ztratil hodnosti doktora práv a doktora filozofie a bylo mu odejmuto právo jejich znovunabytí bez svolení prezidenta republiky.

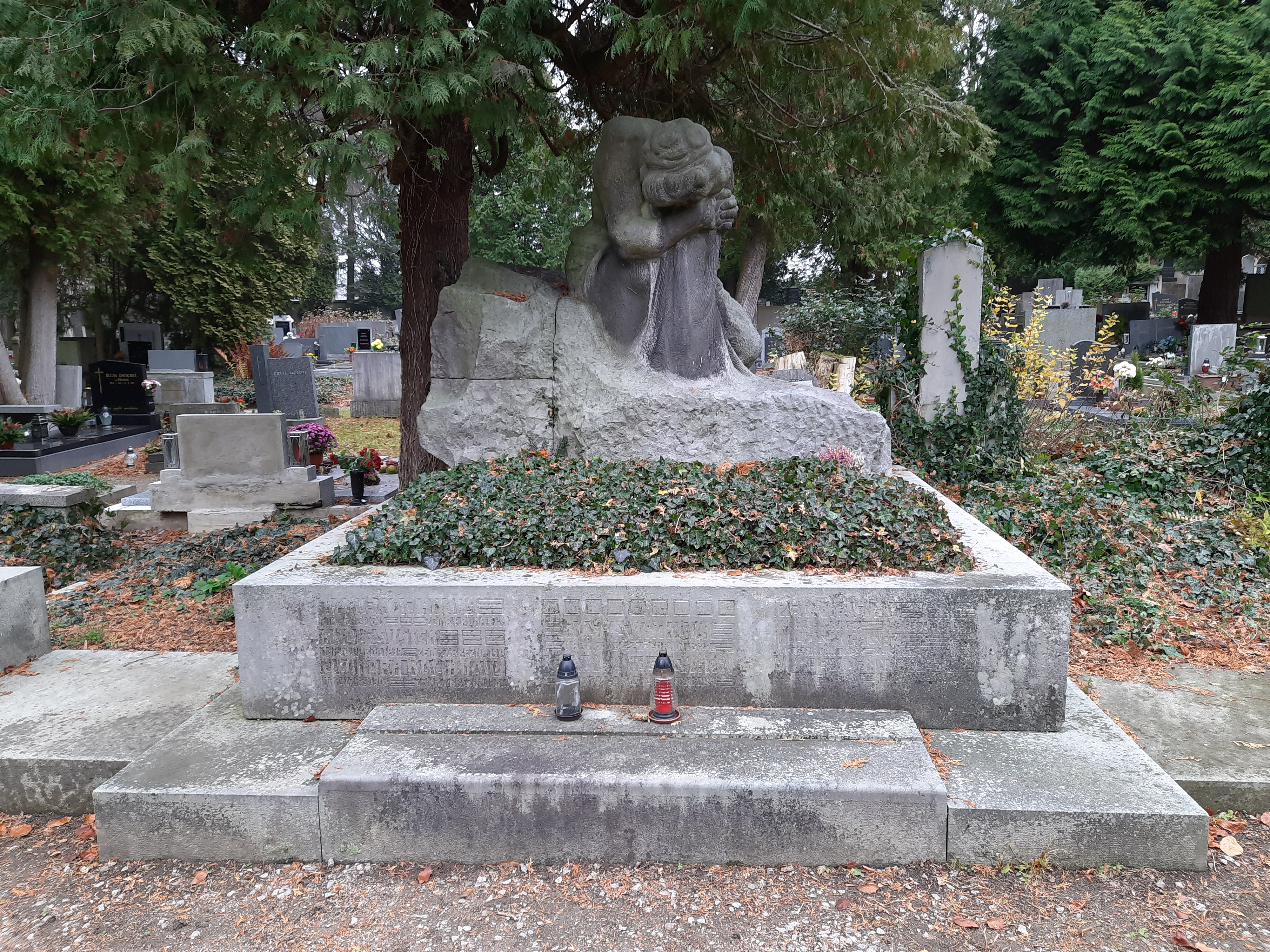
Hrobka rodiny Svátkovy na Městském hřbitově v Ústí nad Orlicí

Zemřel roku 1948 a byl pohřben v rodinné hrobce na Městském hřbitově v Ústí nad Orlicí.

## Dílo

### Próza
- Kytice paprsků – Praha: Jaroslav Bursík a František Kohout, 1897
- Marla: romance z doby empiru – Praha: Bursík a Kohout, 1900
- Cestou na Špicberky: causerie z letní toulky – Praha: vlastním nákladem, 1904
- Za ocean: causerie – Praha: Místodržitelská knihtiskárna (MK), 1904
- V zemi faraonů – Praha: František Řivnáč, 1907
- Napříč Italií – Praha: v. n., 1908
- Helladou o své letní toulce po starém a novém Řecku – Praha: F. Řivnáč
- Kočka a jiné povídky – Praha: J. R. Vilímek, 1908
- V zemi půlměsíce: cestovní causerie – Praha: 1909
- Ze severní Afriky: Malta, Tunis, Alžír, Oran, Tanger – Praha: F. Řivnáč, 1910
- Hagar našich dnů: romantická novella – Praha: Josef Richard Vilímek, 1911
- V zemi Sv. Kříže – Praha: v. n., 1911
- Atlantis a Ultima Thul: Kanárské ostrovy – Madeira – Orkneje – Faröry – Island. Praha: s. n., 1912
- Bulharsko a Drinopol: dojmy ze zájezdu do Bulharska a na jeho válečná jeviště – Praha: F. Řivnáč, 1913
- Srbsko: dojmy ze zájezdu do Srbska a na jeho válečná jeviště – Praha: F. Řivnáč, 1913
- Černá hora a Skadar: cestopisné črty – F. Řivnáč, 1914
- V kriminálu – Praha: Středočeská knihtiskárna, 1926

### Studie
- Uvedení do práva mezinárodního – Praha: Řivnáč, 1902
- Státoprávní význam stavovské oposice 1847: [rigorózní práce] –1905
- Do nových proudů!: Vývoj volebního práva u nás a různé jeho soustavy v cizině – Praha: Pražská lidová revue, 1906

### Překlady
1. Tajemství Klotildino – Pierre Zaccone
2. Diane de Turgis – Prosper Merimée
3. Láska a povinnost – Paul Leicester Ford
4. Román na poušti – Arthur Conan Doyle
5. Tajemství moderního Babylonu – A. Lapointe
6. Nerozluční – Jana Mairetová
7. Ztracenou stopou – H. Clopton
8. Sever proti Jihu: román – Jules Verne. Praha: J. R. Vilímek, 1894 — jiné vydání ilustroval Léon Benett
9. Mladá láska: román z pařížského života – Hektor Malot. Praha: MK, 1897
10. Poustevnice z Montfleury: román – Paul Saunière. Praha: MK, 1899
11. Lukianovy hovory prodajných – Pierre Louÿs. Praha: Alois Hynek, 1900
12. Ascanio: dobrodružství slavného italského mistra Benvenuta Cellini na francouzském dvoře – Alexandre Dumas: Praha: Alois Neubert, 1925
13. Záhadný lékař: román – A. Dumas. Praha: A. Neubert, 1925
14. Ona a on: román – George Sandová [pseudonym]. Praha: A. Neubert, 1926
15. Josef Balsamo: (paměti lékařovy): román – A. Dumas. Praha: A. Neubert, 1931
16. Ange Pitou: (pád Bastilly): román – A. Dumas. Praha: A. Neubert, 1932
17. Hraběnka de Charny: román – A. Dumas. Praha: A. Neubert, 1932
18. Královnin náhrdelník: román – A. Dumas. Praha: A. Neubert, 1932
19. Rytíř z Maison Rouge: román – A. Dumas. Praha: A. Neubert, 1933
20. Drama roku devadesátého třetího – A. Dumas. Praha: A. Neubert, 1934
21. V červáncích Velké revoluce: román – A. Dumas. Praha: A. Neubert, 1934
22. Žena se sametovou páskou: fantastická povídka – A. Dumas. Praha: A. Neubert, 1934
23. Družina Jehu: román – A. Dumas. Praha: A. Neubert, 1934
24. Vlčice z Machecoulu: román – A. Dumas. Praha: A. Neubert, 1940

1–7

### Hudebnina
- Ó, milé vy oči – Ferdinand Lachner; píseň na slova J. Svátka pro klavír. Praha: Jan Otto,